# NGC 5931
NGC 5931 este o brightest cluster galaxy⁠(d) situată în constelația Șarpele. A fost descoperită în 19 aprilie 1887 de către Lewis A. Swift.